# Osmium-192
Osmium-192 of 192Os is een stabiele isotoop van osmium, een overgangsmetaal. Het is een van de zes stabiele isotopen van het element, naast osmium-184, osmium-187, osmium-188, osmium-189 en osmium-190. De abundantie op Aarde bedraagt 40,78%. Daarnaast komt ook de langlevende radio-isotoop osmium-186 op Aarde voor. 
Osmium-192 kan ontstaan door radioactief verval van renium-192 of iridium-192.
{\displaystyle {\ce {{^{192}_{75}Re}->{^{192}_{76}Os}+{e^{-}}+{\bar {\nu }}_{e}}}}
{\displaystyle {\ce {{^{192}_{77}Ir}->{^{192}_{76}Os}+{e^{+}}+{\nu }_{e}}}}
De isotoop wordt ervan verdacht via alfaverval te vervallen naar de radio-isotoop wolfraam-188 en via dubbel bètaverval naar de stabiele isotoop platina-192. 
{\displaystyle {\ce {{^{192}_{76}Os}->{^{188}_{74}W}+\,_{2}^{4}\alpha }}}
 
{\displaystyle {\ce {{^{192}_{76}Os}->{^{192}_{77}Ir}+{e^{-}}+{\bar {\nu }}_{e}}}}
{\displaystyle {\ce {{^{192}_{77}Ir}->{^{192}_{78}Pt}+{e^{-}}+{\bar {\nu }}_{e}}}}
Osmium-192 bezit echter een halfwaardetijd die vele malen groter is dan de leeftijd van het universum en dus kan de isotoop de facto als stabiel beschouwd worden.
161Os · 162Os · 163Os · 164Os · 165Os · 166Os · 167Os · 168Os · 169Os · 170Os · 171Os · 172Os · 173Os · 174Os · 175Os · 176Os · 177Os · 178Os · 179Os · 180Os · 181Os · 181m1Os · 181m2Os · 182Os · 183Os · 183mOs · 184Os · 185Os · 185m1Os · 185m2Os · 186Os · 187Os · 188Os · 189Os · 189mOs · 190Os · 190mOs · 191Os · 191mOs · 192Os · 192mOs · 193Os · 194Os · 195Os · 196Os · 197Os · 198Os · 199Os · 200Os · 201Os · 202Os · 203Os